# Ebroí de Poitiers
Ebroí († 854) fou un Bisbe de Poitiers de 839 a 854.

## Biografia
Va esdevenir bisbe durant un període enterbolit de la història de Poitiers. En efecte, un any abans del seu nomenament, el rei Pipí I d'Aquitània va morir, i el seu pare l'emperador Lluís I el Pietós va donar el regne d'Aquitània al seu fill més petit, el futur Carles el Calb. El comte de Poitiers era llavors Emenó que va sostenir els drets de Pipí II d'Aquitània, el fill de Pipí I. Lluís el Pietós va marxar llavors sobre Poitiers, que va ocupar al Nadal del 839, deposant a Emenó i designant al seu lloc un comte de nom Renald, suposadament amb autoritat directe sobre Herbauges (la meitat nord del comtat) i custodi per la resta del jove Rainulf I de Poitiers, fill de Gerard I d'Alvèrnia, que assoliria el govern quan tindria edat. Pel seu costat Pipí II hauria nomenat a un noble proper, Bernat II de Poitiers, germà d'Emenó, com a comte de Poitiers i va tractar d'ocupar la ciutat que Ebroí hauria defensat.
L'emperador Lluís el Pietós va morir el juny del 840. Després de la batalla de Fontenoy-en-Puisaye, entre Lotari I fill de Lluís el Pietos que tenia el suport de Pipí II (net de l'emperador), contra Lluís el Germànic i Carles el Calb, els altres fills del Pietós, va portar al tractat de Verdun que va repartir l'imperi. Aquitània fou per a Carles el Calb, però Pipí II continuava tenint el control de la major part i a resistir. Fins al 848, quan Pipí va abandonar Bordeus als normands, no fou deposat pels nobles aquitans i Carles el calb fou generalment reconegut. Mentre el 843 Renald havia mort i el 844 va morir Bernat II, en combat contra Lambert, potser quan ja havia passat al bàndol de Carles el Calb, i com que Rainulf encara devia ser jove Ebroí exercí de fet les funcions comtals a més de les mateixes funcions religioses del seu càrrec de bisbe.
El 849, Carles el Calb va acusar al comte Gausbert del Maine, de col·lusió amb els bretons, llavors en revolta, i el va fer executar. Era un noble important, emparentat amb nombrosos senyors locals, entre els quals Rainulf, Bernat de Gòtia (el fill de Bernat II de Poitiers) i el mateix Ebroi. Els nobles aquitans aprofitaren per revoltar-se contra Carles el Calb i van oferir la corona d'Aquitània a Lluís el Germànic, que va enviar el seu fill Lluís III el Jove com el seu delegat, amb un exèrcit. Però els soldats es van ocupar més del pillatge que d'agafar les regnes del país i a Poitiers es va produir un enfrontament entre partidaris i adversaris del rei alemany, i durant el tumult va morir Ebroí.

## Família
Tot el que se sap de la família és que era cosí del comte Roricó o Rorgó I de Maine, fill de Gauslí i d'Adaltruda. El nom d'Ebroí ja el portava una generació abans un bisbe de Bourges. Aquesta i altres consideracions fa suposar a Christian Settipani que Ebroí de Poitiers era el nebot d'Ebroí de Bourges i d'Adaltruda, dona de Gauslí del Maine i del descendent del príncep pipínida Godofreu, fill de Drogó de Xampanya i d'una altra Adaltruda.